# オール (トランプ)
オールは、日本のトランプゲームの一種。一般的にはあまり知られていないマイナーなゲームだが、日本の昭和時代中後期あたりに流行していた。
阿佐田哲也の小説『ああ勝負師』によると、遊びとしては古くからあり、インサートと呼ばれるトランプゲームが原型とされている。
配られた2枚のカードの数字の、間の数のカードを引けば勝ちという単純なゲーム。間の数字を引き当てることから、俗称で「あいだ」とも呼称されている。
使用するトランプは、ジョーカーを除いた52枚1組。もしくは104枚の2組。ジョーカーを入れたり、3組以上を使う場合もある。
人数は最低でも2人。3 - 6人、4 - 7人。

## ゲームの流れ
最初に親を決める。ゲームの参加者は決められたチップを参加料（アンティ）として場に出し、中央に集める。親は参加者に時計回りに1枚ずつ配り、最後に親自身に配り、合計2枚になるように配る。配り終わったら、残りのカードは山札とする。
親から時計回りにゲームが始まる（もしくは親から見て左隣の人から始め、最後に親が勝負する）。配られた2枚のカードの数字に間の数があり、その間の数（例：2と8なら、3から7の数字）のカードを引く自信があれば場に集まったチップの合計の数以内でチップを賭け、手札を公開し勝負を宣言する。山札から当たり札を引けば、賭けた分のチップがもらえるが、外れた場合は賭けた分のチップを中央に支払う。勝負宣言時には、自分が引くか、もしくは子が勝負する場合は親が引き、親が勝負する場合は親の右隣の人に引いてもらう。
配られた2枚のカードの数字に間が無い、もしくは勝負する自信が無い場合は降りることを宣言する。降りる場合、決められた参加費のチップを払う、もしくはチップの半分を払うルールもある。
場の中央に溜まったチップを全額かける場合は「オール」と宣言し、当たり札を引けば全額貰えるが、外れた場合はその分のチップを全額支払う。
ゲーム終了の条件がないため、あらかじめゲーム回数などを決める必要がある。

## ローカルルール
- 配られた2枚のカードが間1枚しかない場合、間1枚を引き当てれば賭けたチップの10倍がもらえる[9]。。
- 配られた2枚のカードが同じ数だった場合、勝負時に同じ数のカードを引き当てれば「スリーカード」という役になり、賭けたチップの10倍がもらえる[9]。